# Malene Mortensen
Malene Mortensen (23 maggio 1982) è una cantante danese.
Dopo l'album di debutto Paradise (2003), commercializzato dalla Universal Music, firma un contratto con la Stunt. In seguito produce album per Hitmann Jazz e Calibrated: la sua compilation del 2009 è prodotta dalla label Hitmann Jazz.

## Discografia
Album in studio
- 2003 - Paradise
- 2005 - Date with a Dream
- 2006 - Malene
- 2007 - Malene ...to All of You
- 2009 - Agony & Ecstasy
- 2012 - Still in Love with You (pubblicato per i soli mercati di Thailandia e Giappone)
- 2012 - You Go to My Head
- 2015 - Can't Help It
- 2016 - You Belong To Me

Raccolte
- 2009 - The Best of Malene Mortensen